# Lucien Labatut
Pour les articles homonymes, voir Labatut.
Lucien Labatut est un homme politique français né le 28 juin 1879 à Chancelade (Dordogne) et décédé le 25 octobre 1950 à Aulon (Haute-Garonne).
Négociant, il est maire d'Aulon, comme son père avant lui, ainsi que conseiller général et député de la Haute-Garonne de 1924 à 1928, inscrit au groupe SFIO.

## Sources
- « Lucien Labatut », dans le Dictionnaire des parlementaires français (1889-1940), sous la direction de Jean Jolly, PUF, 1960 [détail de l’édition]